# Ballymena
Ballymena je město v Severním Irsku. Nachází se v hrabství Antrim a žije v něm okolo třiceti tisíc obyvatel (osmé největší severoirské město). Převládajícím náboženstvím je protestantismus.
Název města pochází z irštiny, kde „an Baile Meánach“ znamená „prostřední město“. Od roku 1855 sem vede železnice a v roce 1900 byla Ballymena povýšena na město.
Město je významným střediskem regionálního obchodu, o jeho rozkvět se zasloužil textilní průmysl a výroba pneumatik. Architektonickou památkou je budova radnice z roku 1924. Atrakcí pro turisty je nedaleká hora Slemish.
Sídlí zde fotbalový klub Ballymena United FC, účastník nejvyšší soutěže.

## Rodáci
- Liam Neeson (* 1952), herec